# Yoichi Asakawa
Yoichi Asakawa (浅川阳 Asakawa Yōichi?) (a veces llamado Yoichi Takayama) es un personaje ficticio de la adaptación cinematográfica de 1998 (Ringu) de la novela de Koji Suzuki, interpretado por Rikiya Ōtaka. Se basa en el personaje de la novela de Koji Suzuki, Yoko Asakawa, hija de Kazuyuki Asakawa. También aparece en Ringu 2.

## Historia y origen
Yoichi Asakawa nació en el año 1990. Es el hijo de Reiko Asakawa y Ryuji Takayama. Vive con su madre en un pequeño apartamento en Tokio. Sus padres se divorciaron cuando él tenía apenas 4 años y desde entonces tiene muy poca relación con su padre.

## Personalidad
Tenía una relación muy fraternal con su prima Tomoko Oishi, lo cual quedó muy afectado por su muerte. Yoichi es muy tranquilo e independiente para un niño de su edad. Sin un modelo paterno, se ha hecho hombre de la casa y cuida y ayuda a su madre (le prepara la ropa cuando ella llega del trabajo, camina solo a la escuela y prepara él solo la cena. La única persona que parece tener una estrecha relación es con su abuelo materno Koichi Asakawa. Él es muy similar a su padre en apariencia, conducta y sentimientos. A pesar de su distancia, parece que tienen una conexión especial, pueden sentir cuándo ambos están en peligro. Es evidente que quiere a sus padres, como se demuestra en Ringu 2. Después que Yoichi ve el video maldito, sus padres comienzan una búsqueda para salvarse del vídeo maldito. Lo dejan con su abuelo materno y emprenden su búsqueda para salvarse de la maldición. Descubren su origen y creador, Sadako Yamamura. Al encontrar su cuerpo y dejan que descanse, Reiko sobrevive a la maldición. Después de lo ocurrido, Reiko y Ryuji están dispuestos a ser una familia de nuevo. Sin embargo, Ryuji es asesinado al día siguiente por Sadako por cumplirse los siete días desde que vio el vídeo. Reiko se da cuenta (con la ayuda del espíritu de Ryuji) que la única forma de salvarse del video es haciendo una copia y mostrarle a otra persona.

## Percepción extrasensorial
Yoichi, al igual que sus padres es clarividente y parece que cada uno tiene una cierta cantidad de percepción extrasensorial. Ryuji y Reiko pueden sentir los espíritus cuando se encuentran en la misma habitación. Los tres están conectados a un nivel sobrenatural, si uno está en peligro los otros dos miembros de la familia lo sentirán. Aunque Yoichi, a diferencia de su madre (poseedora más que nada de una intensa intuición), su habilidad parece por lo menos ser tan desarrollada y estructurada como la de su padre.

## Relación con Reiko
Yoichi tiene una relación normal con su madre. Siempre está ayudándola como se ve en Ringu. Está muy afectado por su muerte en Ringu 2, ya que su padre también está muerto. Él pierde el control de sus poderes después que ella muere.

## Relación con Ryuji
Aunque las razones del divorcio de Reiko y Ryuji no se expican, Yoichi y su padre tienen un vínculo sobrenatural cerca a pesar de estar distanciados. Él se parece a su padre no solo en la clarividiencia, sino también en la personalidad e incluso la capacidad matemática.
En Ringu 2 tras la muerte de sus padres, especialmente al ver a su madre ser apstada por un vehículo a su lado, Yoichi se vuelve más siniestro como Sadako ya que la pena y odio sumado a sus poderes lo corrompen progresivamente. El alma de Ryuji salva a Yoichi cuando trata de suicidarse dentro del pozo, a la fuerza extrae todo el resentimiento y corrupción que su hijo ha generado y lo absorbe en su propio espíritu salvándolo de la influencia de Sadako aunque condenándose a sí mismo con ello.
En Rasen la relación es más compleja. Mai Takano le dice a Andou que Ryuji no quería que Reiko y Yoichi mueran a pesar de que siempre lamentó tener un hijo.

## Ringu
Yoichi siente la presencia de su fallecida prima en su antiguo dormitorio y , al igual que Ryuji, siente dolor de cabeza al entrar en lugares dónde los espíritus están presentes. Esto lo lleva a mirar el vídeo maldito cuando el espíritu de Tomoko dice que lo haga. Ryuji sentía que Yoichi estaba en peligro cuándo vio el vídeo. Tras la muerte de su padre, Yoichi parece sentir la pérdida del aura de su padre.

## Ringu 2
Yoichi toma un papel más importante en esta película. Se descubre que tras la muerte de Ryuji, es incapaz de hablar. También se esconde en lugares púbicos, cerca de dónde vivía su padre, lo que lleva a Mai Takano a encontrar a Reiko Asakawa. Él comienza a desarrollar poderes sobrenaturales más allá de los que había en la película original que tienen un efecto menos realista. Yoichi recupera su voz cuándo se da cuenta de que la policía está tratando de alejarlo de su madre. Posteriormente Reiko muere cuando es atropellada por un camión. Después de su muerte, Yoichi comienza a perder el control de sus poderes por la muerte de sus padres.
En la isla de Oshima le causa molestias paranormales en cuales aparecen Sadako y Shizuko. El Dr.Kawajiri utiliza un medio para detener a Sadako, pero necesita a Yoichi porque él es suficientemente fuerte para realizarlo. Yoichi se niega al principio, pero acepta cuándo Mai es culpada de la muerte de su madre Reiko, lo que provoca su odio.
Él pierde el control de sus poderes y asesina a tres personas que están presentes en el experimento. Mai y Yoichi se teletransportan al pozo pero Mai no puede trepar, en ese momento del agua emerge el fantasma de su padre quien toma a la fuerza la oscuridad de su hijo para que puedan escapar sin secuelas, de pronto una soga cae al pozo mientras el profesor se hunde y se corrompe con la oscuridad del niño; Mai y Yoichi suben por la soga intentando llegar a la superficie; de pronto, Sadako sube reptando por el pozo y llega junto a Mai y Yoichi exigiendo saber porque es la única que se salvó y sobre quien no tiene poder, luego cae nuevamente al agua.
Yoichi y Mai llegan a la superficie y Mai dice: "La oscuridad desapareció del corazón de Yoichi... Y al mismo tiempo su poder... Yo, sigo teniendo el poder. Pero me parece bien así. Cuando perdí al profesor sentí que no podía avanzar más... La desesperación... estando en el círculo que atrapa a los muertos. Repitiendo siempre la subida y la caída... Pero eso es lo mismo que hizo Sadako. Los vivos no deben quedarse en ese lugar. Cuando toqué al profesor Ryuji dentro del pozo... Sentí brevemente algo muy cálido en la oscuridad. Quizá no pueda avanzar ahora mismo... Pero seguramente llegará el momento en el que podré dar el primer paso para salir del círculo. Solo los muertos se quedan atrapados dentro."

## Otras representaciones
- Yoichi Asakawa es la versión cinematográfica de Yoko Asakawa de la novela de Koji Suzuki. Sin embargo, el personaje de la novela es un bebé y no participa en la trama del libro, con excepción de ver el video maldito, junto a su madre Shizuka Asakawa.
- En The Ring (versión estadounidense de Ringu) Aidan Keller, hijo de una madre soltera llamada Rachel Keller. Tiene poderes psíquicos y participa de la trama, similar a Yoichi.
- En The Ring Virus (versión coreano de Ringu) Hong Booram, es la hija de una madre soltera llamada Sun-Joo Hong. Parece tener la misma edad de Yoichi pero, aparte de ver el video maldito, no participa de la trama.
- En el videojuego de Dead by Daylight, Yoichi aparece como sobreviviente y personaje jugable en el contenido adicional "Sadako Risings" en el 2022, en su versión más adulta.